# Mytilus edulis
El mejillón (Mytilus edulis) es una especie de molusco bivalvo filtrador de la familia Mytilidae que habita las costas del Océano Atlántico, presentándose desde el intermareal bajo hasta los 60 m de profundidad.

## Etimología
Edulis proviene del latín y significa «comestible».